# Паттон, Майк
Майкл Аллан «Майк» Паттон (англ. Michael Allan «Mike» Patton, 27 января 1968, Юрика, Калифорния) — американский авангардный музыкант, композитор, мультиинструменталист, продюсер и актёр, получивший наибольшую известность как вокалист группы Faith No More, в составе которой был трижды номинирован на «Грэмми».
Майк Паттон занимает 48 место в списке «50 Greatest Rockstars In The World» («50 величайших рок-звёзд в мире»), составленном редакцией журнала Kerrang!, одного из самых известных музыкальных изданий. В списке «20 величайших рок-звёзд», составленном читателями журнала он располагается на 17 месте.
В конце 90-х Паттон совместно с Грегом Уэркманом основал независимый лейбл Ipecac Recordings.

## Mr. Bungle
В 1985 году Тревор Данн, Дэнни Хейфец, Тео Ленгиел, Клинтон МакКиннон, Трей Спруэнс и Майк Паттон основали школьную группу Mr. Bungle, которая играла музыку в стиле авангард-метал. Музыканты довольно быстро приобрели локальную популярность и часто играли на вечеринках. По словам участников группы, именно с этим способом заработка связана фишка группы, выражающаяся в частой смене стилей, поскольку им приходилось быстро подстраиваться под желания публики. Первый профессионально записанный альбом группы (Mr. Bungle) вышел в 1991 г. и был спродюсирован Джоном Зорном. В 1995 г. вышел альбом Disco Volante который вышел более экспериментальным и необычным. В 1999 г. был выпущен альбом California, выпуск которого стал разгаром конфликта между Mr. Bungle и Red Hot Chili Peppers, после чего группа распалась из-за творческих разногласий. В 2019 году Майк Паттон исполнил на своём концерте одну из песен группы — Retrovertigo, и заявил о возрождении проекта. В 2020 был выпущен четвёртый студийный альбом The Raging Wrath of the Easter Bunny Demo, который был ориентирован на треш-метал музыку. К моменту выхода последнего альбома в группе участвуют Дэйв Ломбардо из Slayer, и Скотт Иэн из Anthrax.

## Faith No More
В 1988 году Паттон был приглашён в качестве вокалиста в фанк-метал группу Faith No More. С его участием связан наиболее успешный период существования группы, начавшийся с выходом альбома The Real Thing, песни для которого, по легенде, были написаны за несколько дней.
Начиная с Angel Dust, группа добилась мирового призвания, и начала эксперименты с другими жанрами, не выходя из рамок альтернативной-метал музыки. В 1995 году группа выпустила King for a Day, Fool for a Lifetime, он получил смешанные отзывы из-за своего экспериментального направления, но был признан фанатами как один из самых успешных.
Группа прекратила существование в 1997 году из-за творческих разногласий участников, их последний на тот момент альбом Album of the Year стал самым спорным, и был прохладно встречен критиками. В 90-е годы Паттон считал своим основным занятием участие в Mr. Bungle, а не в Faith No More. После окончания группы, Паттон начал заниматься другими музыкальными проектами, среди которых были не только Mr. Bungle, но и авант-гард метал группа Fantômas и альтернативная метал группа Tomahawk, и помимо этого Паттон устраивал коллаборации с другими музыкантами.
В феврале 2009 года легендарная группа воссоединилась и вернулась к активной концертной деятельности. В 2022 году, группа планировала провести тур. Однако он сорвался из-за ментальных проблем Паттона.

## Сотрудничество сДжоном Зорном
Незаурядные вокальные данные Паттона и его экстраординарность привлекли внимание авангардного композитора Джона Зорна, под влиянием которого Паттон заинтересовался вокальной импровизацией. Начало их сотрудничества относится к 1991 году, когда Зорн стал продюсером альбома Mr. Bungle. Примерно в то же время Майк стал участвовать в концертных выступлениях Naked City в качестве вокалиста, исполняя партии, в основном состоящие из художественного визга. Кроме того, Паттон выступал в качестве приглашённого вокалиста на некоторых сольных альбомах Зорна (Elegy (1992), The Big Gundown (2000) и др.) и различных концертах. Вместе с Зорном и Икуэ Мори Паттон участвовал в импровизационном проекте Hemophiliac. С 2006 года основной формой сотрудничества Паттона и Зорна является Moonchild Trio, исполняющее минималистичный метал.

## Fantômas
В апреле 1998 года после распада Faith No More, Майка Паттон заявил о создании супергруппы, впоследствии получившей название Fantômas — в честь героя французских комиксов. В её состав вошли Тревор Данн, Базз Осборн и Дэйв Ломбардо. Коллектив исполняет экспериментальный метал, вдохновлённый идеями мультипликационной и кинематографической музыки, а также комиксами. К 2005 году группа выпустила 4 студийных альбома и несколько живых записей.

## Maldoror
В 1999 году был записан единственный альбом She совместного проекта японского нойз-музыканта Merzbow и Майка Паттона, Maldoror. Для альбома были использованы записи концертных выступлений Merzbow, смикшированные Паттоном. По словам самого Паттона, ему был интересен эксперимент с шумом, и он его сделал без каких-то серьёзных намерений, просто в шутку. На этом альбоме Паттон не выступает в качестве вокалиста.

## Tomahawk
Группа Tomahawk была основана в 2000 году. Изначально она играла достаточно простой альтернативный рок, но постепенно в стилистике группы наметились изменения. Альбом Anonymous, вышедший в 2007 году, эксплуатирует темы песнопений воинственных племён.

## General Patton vs. The X-Ecutioners
Проект Майка, посвящённый гангста-рэповой тематике.

## Irony Is a Dead Scene
В 2002 году маткор-группа The Dillinger Escape Plan выпустила мини-альбом Irony Is a Dead Scene совместно с Майком Паттоном.
Майк Паттон после выхода и успеха Calculating Infinity заинтересовался группой, и решил помочь им с новым альбомом. Несколько позже он станет вдохновением для второго студийного альбома — Miss Machine, когда группа начала направлять своё звучание в правильное русло. Альбом встретили положительно, как критики, так и фанаты группы.

## Peeping Tom
Проект Peeping Tom был создан Паттоном в 2006 году в качестве «ответа» поп-музыке.
Анонс такого проекта вызвал сомнения у фанатов, но несмотря на это единственный альбом группы Peeping Tom встретили тепло. Альбом проекта создавался путём обмена записями по почте с различными музыкантами, в числе которых Massive Attack, Амон Тобин, Нора Джонс и др. Важной особенностью альбома являются провокационные тексты, в типичном стиле Майка Паттона.

## Lovage
Lovage — трип-хоповый проект известного продюсера Дэна Накамуры (Dan The Automator), известного также по таким проектам, как Dr. Octagon, Deltron 3030, Handsome Boy Modeling School и Gorillaz. В Lovage участвовали также Майк Паттон, Kid Koala, Деймон Албарн, Prince Paul и Дженнифер Чарльз. Единственный альбом проекта, Music to Make Love to Your Old Lady By, был выпущен в ноябре 2001 года.

## Dead Cross
В декабре 2016 Майк Паттон был приглашён вокалистом в хардкор-панк группу Dead Cross. В августе 2017 вышел первый альбом группы. Тогда же начался и первый 1,5-месячный тур по США.

## Сольные альбомы
Первый сольный альбом Майка Adult Themes For Voice (1996) был записан им в гостиничных номерах с помощью четырёхканального магнитофона. Экспериментальное звучание альбома создано с помощью специальной обработки голоса. Альбом представлял собой не настолько музыкальный релиз, насколько был звуковым коллажем, из-за чего известность он не получил даже у фанатов музыки Майка Паттона.
В 1997 году вышел второй сольный альбом Майка Pranzo Oltranzista, на сей раз в стиле авант-джаз, который вышел менее экспериментальным.

### Музыка к фильмам
- A Perfect Place (2008)
- Crank: High Voltage (2009)
- The Solitude of Prime Numbers (2011)
- The Place Beyond the Pines (2013)
- The Vatican Tapes (2014)
- 1922 (2017)

В 2005 году Майк Паттон снялся в фильме «Хлопушка» en:Firecracker (film) (Firecracker), сыграв сразу две роли: Фрэнка — директора цирка уродов и тирана Дэвида.
Mondo Cane стал последним на сегодняшний день сольным альбомом Майка Паттона. Связан с исполнением популярных итальянских песен 1950-60-х годов, в сопровождении небольшого оркестра.

### Видеоигры
Майк Паттон — большой любитель видеоигр. Он принимал участие в озвучивании некоторых популярных игр:
- The Darkness (2007) — голос Тьмы[1];
- Portal (2007) — голос модуля гнева у GLaDOS[1];
- Left 4 Dead (2008) — голоса заражённых[1];
- Bionic Commando (2009) — голос Натана Спенсера;
- Left 4 Dead 2 (2009) — голоса заражённых;
- The Darkness 2 (2012) — голос Тьмы.
- Teenage Mutant Ninja Turtles: Shredder’s Revenge (2022) — Teenage Mutant Ninja Turtles Theme